# Hessenwagen

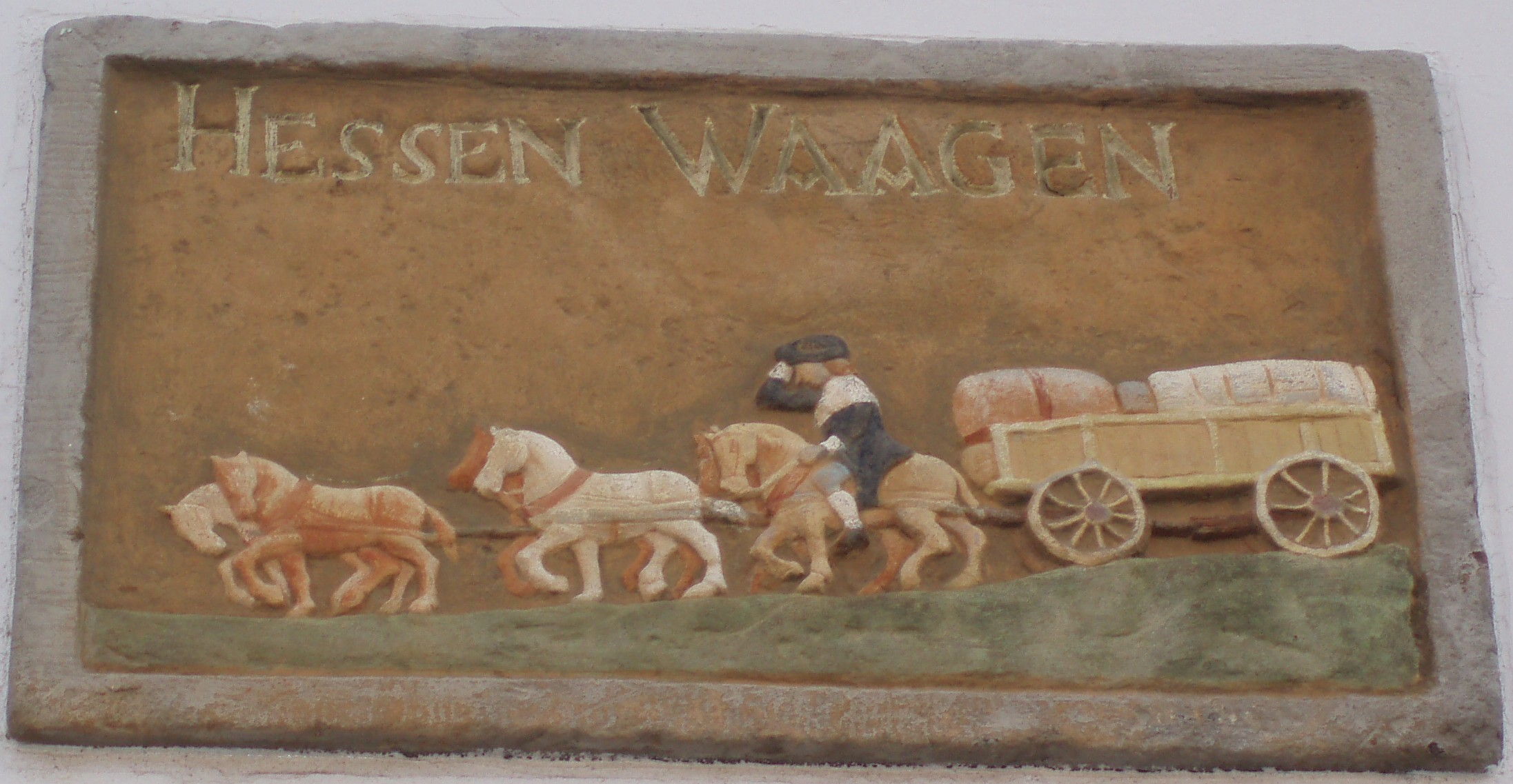
Hessenwagen op een gevelsteen van een voormalige herberg

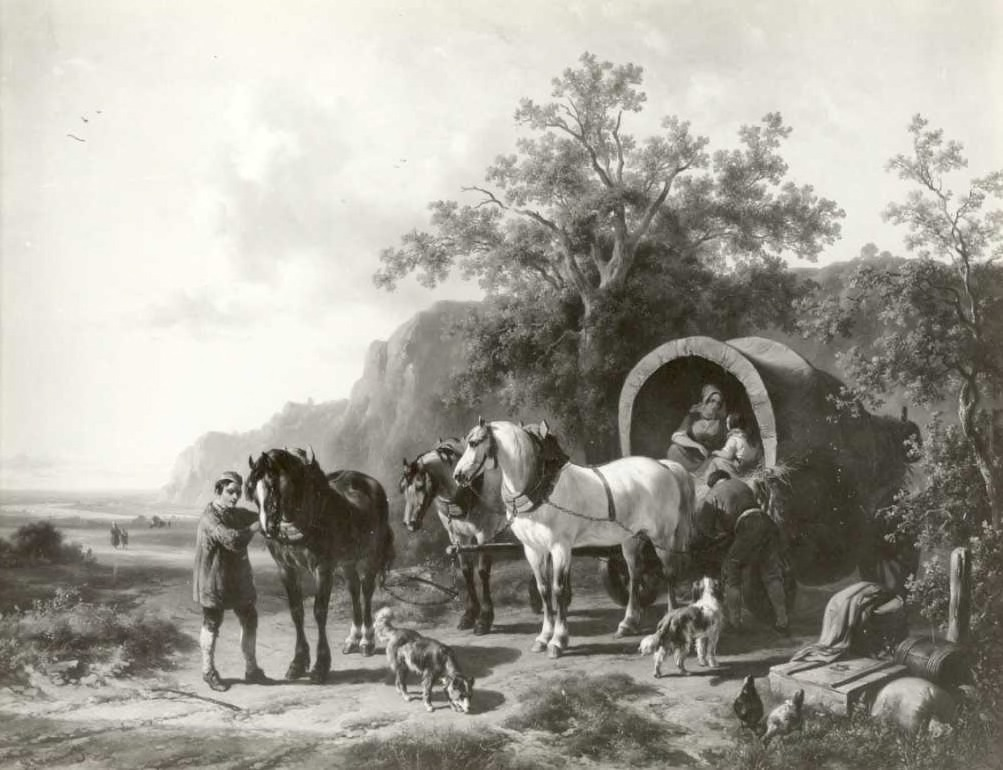
Wouterus Verschuur; Landschap met paard en wagen

Een hessenwagen is een brede overdekte wagen voortgetrokken door vier of meer paarden waarmee in vroeger tijden vrachten werden vervoerd van en naar Duitsland. De naam is afgeleid van de Duitse deelstaat Hessen, omdat velen van de handelaars met dit soort wagens (ook van de vroegere Hanze) daarvandaan kwamen. De wagens hadden een grotere spoorwijdte ten opzichte van de regionale karren en wagens.
De wagens moesten vanwege hun omvang en zwaarte gebruikmaken van speciale routes. De wagens trokken meestal in konvooi met een bocht om de dorpen heen. De brede sporen die de konvooien trokken werden later Hessenwegen genoemd. Hessenwegen waren handelsverbindingen. De meeste Hessenwegen in Nederland liepen van Oost naar West en omgekeerd, met enkele Noord-Zuidverbindingen.
Bij de eerste verstevigde wegen, ongeveer in de tweede helft van de 18e en in het begin van de 19e eeuw, waren alleen de beide wielsporen verstevigd zodat de wagens minder hobbelden. Het oud-Germaanse woord 'lese' voor karrenspoor is nog terug te vinden in het Duitse woord Gleise.
Door de aanleg van spoorwegen in de 19e eeuw raakten de Hessenwegen in onbruik. Naar verluidt reed de laatste Hessenwagen in 1890 van Duitsland naar Nederland.